# Osfūk
Osfūk (persiska: اسفوک, Owsfūk, اسفک) är en ort i Iran.   Den ligger i provinsen Kerman, i den centrala delen av landet, 800 km sydost om huvudstaden Teheran. Osfūk ligger 2 114 meter över havet och antalet invånare är 210.
Terrängen runt Osfūk är platt österut, men västerut är den kuperad.Runt Osfūk är det glesbefolkat, med 12 invånare per kvadratkilometer. Närmaste större samhälle är Bardsīr, 12,4 km öster om Osfūk. Trakten runt Osfūk är ofruktbar med lite eller ingen växtlighet.